# Phim ăn thịt người
Phim ăn thịt người, còn có tên khác là thể loại phim ăn thịt người, là một thể loại con của phim lợi dụng chủ yếu do các nhà làm phim Ý sản xuất trong những hai thập kỷ 1970 và 1980. Thể loại phụ này gồm hàng loạt các bộ phim bạo lực trên màn ảnh và thường miêu tả quá trình ăn thịt người của các bộ lạc thổ dân thời đại đồ đá nằm sâu trong các cánh rừng nhiệt đới châu Á hoặc Nam Mỹ. Trong khi ăn thịt người là tính năng kết hợp của những bộ phim này, chúng còn tập trung nhấn mạnh vào các hình thức bạo lực có hình ảnh gây sốc và diễn ra trên thực tế, điển hình bao gồm tra tấn, hãm hiếp, và ngược đãi động vật. Các nội dung này thường được sử dụng như là quảng cáo quảng cáo chủ yếu của các bộ phim ăn thịt người kết hợp với các tuyên bố phóng đại hoặc giật gân về danh tiếng của bộ phim.
Thể loại này đã phát triển vào đầu những năm 1970 từ một thể loại phim tương tự được gọi là các bộ phim Mondo, là các phim tài liệu tuyên bố trình bày chân thực các hành vi bị cấm đoán từ khắp nơi trên thế giới. Umberto Lenzi thường được trích dẫn là đã khởi xướng thể loại ăn thịt người với bộ phim năm 1972 Il paese del sesso selvaggio, trong khi bộ phim Natura contro của Antonio Climati sản xuất năm 1988 cũng được coi là điểm kết thúc của các phim thể loại này. Phim Cannibal Holocaust của Ruggero Deodato, phát hành năm 1980, thường được coi là bộ phim nổi tiếng nhất của thể loại này vì có tranh cãi đáng kể xung quanh việc phát hành và là một trong số ít các bộ phim thuộc thể loại này thu hút sự chú ý của khán giả chính thống. Trong những năm gần đây, thể loại này đã trải qua một đợt sùng bái và được hồi sinh, khi những bộ phim mới chịu ảnh hưởng bởi làn sóng phim ban đầu được phát hành.
Do nội dung bạo lực trên màn ảnh, các bộ phim của thể loại phim này thường là trung tâm tranh cãi và nhiều phim đã bị kiểm duyệt hoặc bị cấm ở các quốc gia trên thế giới. Sự tàn bạo đối với thú vật trong nhiều bộ phim thường là điểm nhấn của nội dung tranh cãi, và những cảnh này đã bị kiểm duyệt ở một số quốc gia. Một số bộ phim ăn thịt người cũng xuất hiện trong danh sách các video khó chịu do Giám đốc Công tố viên Công bố năm 1983 tại Vương quốc Liên hiệp Anh. Tuy nhiên, thể loại này đôi khi bị chỉ trích nặng nề, và một số bộ phim đã được ghi nhận có chủ đề chống đế quốc và việc áp bức các nước thế giới thứ ba.